# Marelisa Gibson
Marelisa Gibson Villegas (sinh ngày 26 tháng 8 năm 1988 ở Caracas, Venezuela) là Hoa hậu Venezuela 2009. Cô được trao vương miện Hoa hậu Venezuela 2009 vào ngày 24 tháng 9 năm 2009. Trong cuộc thi, Gibson còn đoạt giải "Gương mặt đẹp nhất". Cô đại diện cho Venezuela tham dự cuộc thi Hoa hậu Hoàn vũ 2010 diễn ra ở Las Vegas, Nevada, Mỹ nhưng không có mặt trong Top 15 người đẹp nhất.
Gibson học ngành kiến trúc ở Đại học Trung tâm Venezuela ở Caracas. Cô có thể nói được Tiếng Anh, Tiếng Tây Ban Nha và Tiếng Pháp.
Gibson đã trở thành Hoa hậu Miranda thứ sáu đạt danh hiệu Hoa hậu Venezuela kể từ năm 1952. Gibson cao 1,78 m và các số đo là 92-62-92.